# Franciszek Yakichi
Franciszek Yakichi (ur. 1619, zm. 2 października 1622 w Nagasaki) – japoński męczennik i błogosławiony Kościoła katolickiego.

## Życiorys
Był synem Ludwika i Łucji, a także młodszym bratem Andrzeja. Został stracony przez ścięcie razem z całą rodziną podczas prześladowań chrześcijan. 7 lipca 1867 roku beatyfikowany w grupie 205 męczenników przez Piusa IX.